# جودی کانووا
جودی کانووا (انگلیسی: Judy Canova؛ ۲۰ نوامبر ۱۹۱۳ – ۵ اوت ۱۹۸۳) یک خواننده اهل ایالات متحده آمریکا بود.